# Vanessa Amorosi
Vanessa Joy Amorosi (Melbourne, 1981. augusztus 8. –) ausztrál énekesnő, dalszerző. 
1999-ben vált ismertté a "Have a Look" című bemutatkozó kislemezével, amely Ausztráliában aranylemez lett. A 2000-es nyári olimpiai játékok megnyitóján és záró ceremóniáján is énekelt. A záró ceremónián előadott "Absolutely Everybody" című dala sláger lett Ausztráliában és több európai országban is. Change című 2002-es nagylemeze után pár évig nem jelentkezett új albummal, majd 2008-ban visszatért a Somewhere in the Real World című lemezzel. Az albumról a Perfect című dal lett sláger, amely bekerült az ARIA Top 5 listájára is. Ezt a lemezt a 2009-es Hazardous követte. Erről az albumról származik a "This is Who I Am" című dal, amely szintén slágerlistás lett. 2016 októberében rögzítette ötödik nagylemezét a memphisi Royal Studios-ban. Az albumot 2019-ben tervezte bemutatni.

## Élete
Melbourne-ben született, egy római katolikus olasz családba. Frank és Joy Amorosi énekesek gyermeke. Négy éves korában nővéreivel, Mellissával és Natashával jazz- és klasszikus balett órákra járt. Az Emerald Primary School, illetve az Emerald Secondary College tanulója volt. 12 éves korában kezdett fellépni, bevásárlóközpontokban és helyi koncerteken lépett fel. A Young Talent Time című tehetségkutató műsorban is szerepelt. A Matrioshka nevű orosz étteremben fedezték fel, és 1997-ben lemezszerződést kötött. Miután szerződést kötött a MarJac Productions-szel, és kiadta első promóciós kislemezét, üzletet kötött a Transistor Music Australia céggel.
Első kislemeze, a "Have a Look" 1999-ben jelent meg. A dal bekerült a Top 20-ba, és aranylemez státuszt ért el Ausztráliában.

## Diszkográfia
- The Power (2000)
- Change (2002)
- Somewhere in the Real World (2008)
- Hazardous (2009)
- Back to Love (2019)
- The Blacklisted Collection (2020)
- Memphis Love (2023)